# スプリングフィールドM1840

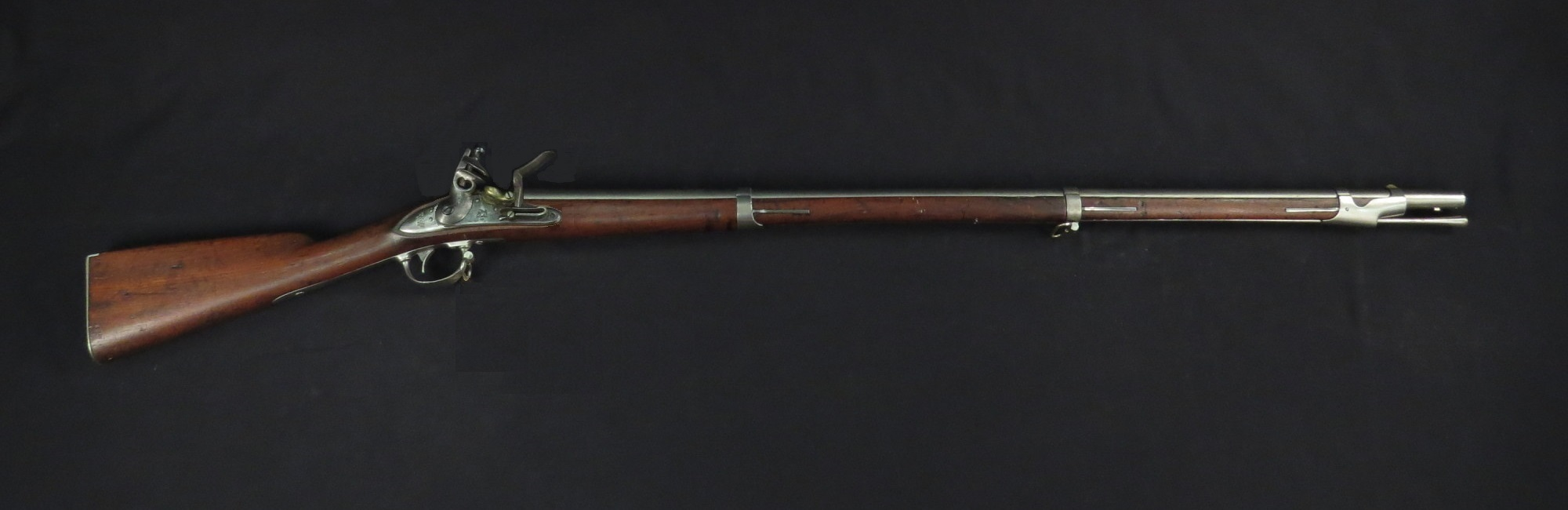
スプリングフィールドM1840

スプリングフィールドM1840（英:Model 1840 Flintlock Musket）はスプリングフィールド兵器廠で製造されたフリントロック式マスケット銃。

## 概要
M1840は、スプリングフィールドM1835マスケットの改良版であり、従ってM1835と大きく異なるところはない。M1840は留め金付きのより長い銃剣と、銃床にcomb（頬当て）を採用した。M1840の設計者は、マスケットにライフリングが施されることを予想しており、それに対応できるようにM1835より重い銃身を使用した。他の変更もあり、M1840はM1835より若干重くなった。
M1840は、スプリングフィールドで製造された最後のフリントロック式マスケット銃であった。また、多くが実戦で使用される前にパーカッションロック式（雷管式）に改造された。滑腔銃として製造されたが、設計者が予想したように、ほとんどが後にライフル式に改造された。
米国陸軍の最後のフリントロック式小銃である。

## 参考資料
1. ↑  "Guns on the Early Frontiers" by Carl P. Russell, Published by U of Nebraska Press, 1980